# Acleris implexana
Acleris implexana is een vlinder uit de familie bladrollers (Tortricidae). De wetenschappelijke naam is voor het eerst geldig gepubliceerd in 1863 door Walker.
De soort komt voor in Europa.